# Juri Han
Juri Han (ハン・ジュリ?, Han Juri, 한주리?, 韓蛛俐?) è un personaggio presente nella serie di videogiochi Street Fighter e debutta in Super Street Fighter IV. È una temibile e insidiosa membra della S.I.N., personaggio principale nella storia.
È il personaggio centrale dell'Anime SSFIV. Il personaggio è stato richiesto dagli appassionati coreani alla Capcom. Una richiesta simile fu già protratta alle compagnie SNK e Namco. Juri è la prima Coreana ad apparire in Street Fighter, è la prima combattente di Taekwondo ed è la prima donna malvagia e spietata.

## Storia
(Seth)

### Super Street Fighter IV
Juri è in forte contrasto con Chun-Li e Cammy; entrambe tentano di arrestarla, ma non ci riescono.
Perciò, dopo aver compiuto i suoi doveri, decide di uccidere sia Seth che Bison. Alla fine affronta Bison, da poco vincitore contro Seth, e sebbene la battaglia non si veda, pare rimanga in vita.
Dopo il teletrasporto di Bison, Juri si avvicina a Seth, lo umilia per essere solo un corpo provvisorio per Bison, lo termina con il suo Tandem Engine, rivelandogli di aver sempre utilizzato entrambi per diventare la comandante della S.I.N. ("Volevo solo approfittare di voi due idioti mentre io obbedivo").

### Super Street Fighter IV Anime
Nel laboratorio della S.I.N., Juri si sta facendo operare all'occhio. Ottiene il Feng Shui Engine con cui si appropria di velocità e potenza disumane. Prima di essere potenziata era già una praticante di Taekwondo, sin da quando aveva quindici anni.
Il padre era un avvocato impegnato a combattere il crimine. Shadowlaw commissionò l'omicidio dei suoi genitori. Lei sopravvisse, ma fu accecata perennemente all'occhio sinistro.
Dopo l'operazione, Juri riesce a eliminare gli obiettivi in pubblico, schivando proiettili con estrema semplicità ed eliminando poliziotti e militari. Guile, Chun-Li e Cammy intervengono sulla scena del massacro. Chun-Li interviene per prima e tenta di arrestare Juri, ma questa uccide una coppia – marito e moglie – davanti alla poliziotta – il figlio è risparmiato. Juri e Chun combattono, e la prima decide di verificare il potere del suo occhio, riesciendo a sconfiggere la poliziotta.
Quando sta per uccidere Chun-Li, stesa a terra, l'occhio sinistro arresta il proprio potere e Juri è costretta a tornare al laboratorio.
Dopo aver riparato il suo occhio sinistro, Seth le affibbia un altro incarico: eliminare le assassine di Bison, le Dolls. Juri vola sino alla base delle Bambole con alcuni impiegati della S.I.N. Riesce a sconfiggerle tutte, Juni e Juli incluse.
Mentre stava trascinandone due con sé, Guile e Chun-Li intervengono. Juri risale sull'aeroplano con Juli e Juni dopo aver sconfitto Guile e Chun-Li, ma Cammy la coglie impreparata.
La perfida Juri colpisce Cammy con un carrello trainabile su cui ha collocato il corpo di Juni e questo spinge Cammy fuori dall'aereo. Fortunatamente, il manto nevoso attutisce la precipitazione ed entrambe le ragazze si salvano. Juri fugge.

### Street Fighter 6
Dopo la sconfitta di M. Bison e la caduta di Shadaloo, Juri passa il tempo a rintracciare i restanti membri di Shadaloo e a scoprire se stessa. Poiché estremamente annoiata e senza una direzione, decide di visitare Chun-Li ma le due iniziano a lottare; successivamente dopo lo scontro Juri riflette sulle sue azioni e sulle parole riferite da Chun-Li, estremamente indecisa sul suo futuro.

## Aspetto
Juri indossa un piccolo mezzo top supportato da striature nere. Indossa lunghi e larghi pantaloni bianchi con alcune lineature viola. È scalza, e sia le unghie delle mani che dei piedi sono smaltate di viola. La capigliatura termina con due giunture oblique simili a due corna.

## Personalità
Juri è la tipica femme fatale: avvenente e sensuale, è scaltra, perfida e manesca. Nonostante l'odio totale verso M. Bison (simile a quello di Chun-Li, Guile e Rose), gli assomiglia molto, sfrontata e atroce con chiunque, nemici ed alleati, ignorando le opinioni di questi ultimi pur di raggiungere l'obiettivo.
Juri è pratica del miglior Taekwondo e sfrutta tutte le potenzialità del suo Feng Shui Engine, con cui le sue doti omicide e offensive aumentano smisuratamente, rendendola tediosa. Durante i combattimenti non manca mai di gustarsi la disfatta dell'avversario provocandolo.
Varie sono le teorie sulla sua storia: potrebbe essere solo una difesa il suo carattere arrogante e fraudolento – Bison e i suoi sottoposti alla Shadowlaw l'hanno resa così. Un tempo doveva essere solo una ragazzina allegra e spensierata accanto ai suoi genitori, rapita dalla Shadowlaw e mentalmente destabilizzata per il trauma, cambiando carattere completamente.
Ciò è parzialmente indicato da una delle frasi di vittoria di Chun-li contro la combattente coreana: "Come reagirebbero i tuoi dopo averti visto così?".
Juri potrebbe anche aver sofferto di manie psicotiche, schizofrenia, irrequietezza, ecc.
La mancanza di figure paterne ha accentuato le sue manie sadiste ed è diventata ancora più trasandata di prima, rendendosi molto più invisa a chi le avrebbe voluto bene.

## Sviluppo
Furono abbozzati più di 100 disegni in fase di creazione del personaggio Juri, tra cui uno in cui era leggermente sovrappeso.